# Mustafa Çağatay
Mustafa Çağatay (* 20. April 1937 in Limassol; † 3. April 1989 in Girne) war ein türkisch-zyprischer Politiker. 
Von 1978 bis 1983 war er Ministerpräsident des Türkischen Föderativstaats von Zypern und vom 15. November 1983 bis 13. Dezember Ministerpräsident der Türkischen Republik Nordzypern.